# Abrego
Abrego là một khu tự quản thuộc tỉnh Norte de Santander, Colombia. Thủ phủ của khu tự quản Abrego đóng tại Abrego Khu tự quản Abrego có diện tích 1582 ki lô mét vuông. Đến thời điểm ngày 28 tháng 5 năm 2005, Abrego có dân số 31459 người.